# Innico d'Avalos d'Aragona
Innico d'Avalos d'Aragona (Nàpols, 1535/36–1600) va ser un Cardenal italià.
Va ser fill del condottiero Alfonso de Ávalos i Maria d'Aragona, de la família dels ducs de Montalto, de la noblesa espanyola. El 1563, va construir el Castell d'Avalos a Procida, una petita illa en el Golf de Nàpols.
Després d'un període com a administrador (durant un temps Canceller del Regne de Nàpols), va ser nomenat bisbe de Mileto el 1566, bisbe de Sabina el 1586, bisbe de Frascati el 1589, i bisbe de Porto e Santa Rufina el 1591.
A Espanya, un altre membre religiós d'aquesta família va ser el cardenal Gaspar Dávalos de la Cueva.

## Successió episcopal
Com a bisbe, va ser el principal consagrador de:
- Francesco Cittadini, bisbe de Castro del Lazio (1569);
- Girolamo Rustici, bisbe de Tropea (1570);
- Lelio Zibramonti, bisbe de Alba (1583);
- Maffeo Venier, Arquebisbe de Corfù (1583);
- Scipione Gonzaga, Patriarca llatí de Jerusalem (1585);

I el principal coconsagrador de:
- Francisco Pacheco de Toledo, Bisbe de Burgos (1567).